# TallyGenicom

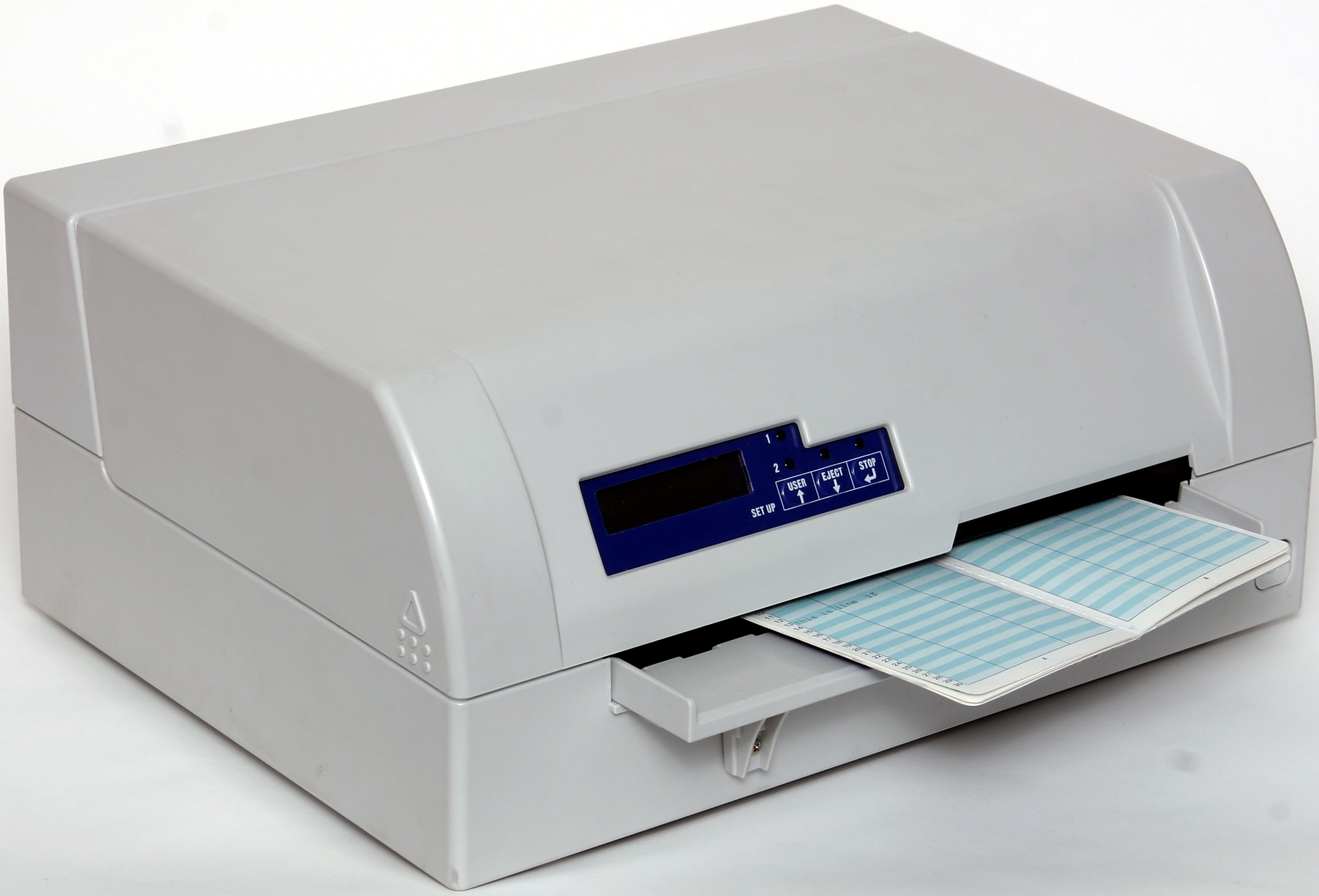
Ein Nadeldrucker Tally 5040 zum Drucken in Sparbücher, Pässe u. ä.

Tally war ein US-amerikanischer Hersteller von Druckern. Die Firma wurde 1949 in Kent, Washington, Vereinigte Staaten gegründet und stellte zuerst Lochstreifenleser her. 1970 verlagerte sich Tally in die Druckerindustrie und produzierte Matrixdrucker. 1972 wurde Mannesmann Präzisionstechnik als Tochtergesellschaft der Mannesmann AG gegründet, spezialisiert auf Matrixdrucker. 1979 fusionierten Tally und Mannesmann Präzisionstechnik zu Mannesmann Tally und wurden Teil der Gruppe Mannesmann Kienzle Computer. 1996 kam es zu einem Management-Buy-out. Der Unternehmenssitz befand sich in Elchingen, Tochtergesellschaften und Teilhaber existierten in mehr als 130 Ländern. Nadeldrucker und Tintenstrahldrucker wurden in Elchingen produziert, Zeilendrucker und Farbdrucker in Kent.
2003 fusionierte Tally mit GENICOM zu TallyGenicom. 2009 wurde die Marke TallyGenicom von Printronix erworben. Das geistige Eigentum und die weltweiten Vertriebsrechte für die TallyGenicom-Matrix-, Tintenstrahl- und Thermodrucker wurden von der TallyGenicom AG behalten und durch DASCOM im Juni 2009 erworben. DASCOM Europe vermarktet jetzt die Produkte der ehemaligen Marke TallyGenicom unter dem Markennamen Tally.